# Teplice nad Bečvou
Teplice nad Bečvou, bis 1958 Zbrašov (deutsch Teplitz-Bad) ist eine Gemeinde in Tschechien. Sie liegt unmittelbar südlich von Hranice und gehört zum Okres Přerov.

## Geographie
Teplice nad Bečvou liegt am linken Ufer der Bečva gegenüber der Stadt Hranice im Weißkirchener Karst. Südwestlich befindet sich der Maleníkwald mit dem Polomná (407 m). Im Osten erhebt sich der Hügel Hůrka (370 m). Rechtsseitig der Bečva verläuft die Bahnstrecke Hranice na Moravě–Vsetín, dort befindet sich am Hranická propast der Bahnhof Teplice nad Bečvou.
Nachbarorte sind Hranice im Norden, Hluzov und Černotín im Osten, Zbrašov und Ústí im Südosten, Opatovice und Paršovice im Süden, Valšovice im Südwesten, Rybáře im Westen sowie Drahotuše im Nordwesten.

## Geschichte
Die erste urkundliche Erwähnung von Zbrašov erfolgte im Jahre 1328. Die warmen Säuerlinge an der Bečva wurden seit dem 16. Jahrhundert zu Badezwecken genutzt. 1553 ließ der Besitzer der Herrschaft Weißkirchen, Jan Kropáč von Nevědomí, ein steinernes Badebecken errichten. Aus dem Jahre 1593 ist für das Bad erstmals der Name Teplice überliefert. Das Bad kam durch den Dreißigjährigen Krieg zum Erliegen. Die Matriken für Zbrašov wurden seit 1623 in Mährisch Weißkirchen geführt.
1711 entstand am rechten Flussufer bei Mährisch Weißkirchen ein zweistöckiges steinernes Badehaus mit angebauter Holzgalerie. Seit 1766 ist ein Ortssiegel von Zbrašov nachweisbar. Links der Betschwa wurde zum Ausgang des 18. Jahrhunderts wieder ein Bad aufgenommen. Dieses wurde ab 1794 als Teplitz, 1798 als Töplicza, später Töplitz und Zbrašovské Teplice, 1863 als Thermae Teplicanses und ab 1893 als Teplitz-Bad bezeichnet. Bis zum Ende 19. Jahrhundert wuchs das Kurbad, in dem auch eine Molkenkuranstalt bestand, weiter an.
Nach der Aufhebung der Patrimonialherrschaften wurde Zbrašov 1849 zu selbstständigen Gemeinde in der Bezirkshauptmannschaft Mährisch Weißkirchen. Teplice galt ab 1881 als eine Häusergruppe von Zbrašov. 1921 wurden die Zbraschauer Aragonithöhlen entdeckt, sie wurden 1926 öffentlich zugänglich gemacht. 1923 wurde die Bezirkskrankenversicherungsanstalt Mährisch Ostrau Träger des Bades Lázně Teplice nad Bečvou. In den 1920er Jahren begann die Errichtung von neuen Kurgebäuden in Lázně Teplice nad Bečvou. 1924 entstand das Sanatorium Moravan, zwei Jahre später das Heilbad Slovenka. Seit 1928 besaß Teplice den Charakter einer zu Zbrašov gehörenden Siedlung. Im Jahre 1929 entstand das Grandhotel Klíč. 1930 übernahm die Zentralverwaltung der Sozialversicherung in Prag das Bad. Das Badehaus Praha wurde 1932 eröffnet.
Lázně Teplice nad Bečvou erhielt am 18. April 1957 den Status eines Kurbades. Zum 1. Januar 1959 erfolgte die Umbenennung der Gemeinde Zbrašov in Teplice nad Bečvou. Im Zuge der Gebietsreform von 1960 und der Auflösung des Okres Hranice wurde Teplice nad Bečvou zum 1. Januar 1961 dem Okres Přerov zugeordnet. Zwischen 1975 und 1990 war der Ort nach Hranice eingemeindet.
Das Kurbad Teplice nad Bečvou ist heute auf die Behandlung von Herzkrankheiten spezialisiert.

## Gemeindegliederung
Für die Gemeinde Teplice nad Bečvou sind keine Ortsteile ausgewiesen. Teplice nad Bečvou besteht aus den Ortslagen Lázně Teplice nad Bečvou (Teplitz-Bad) und Zbrašov (Zbraschau, auch Sbraschau).

## Sehenswürdigkeiten
- Zbraschauer Aragonithöhlen
- Doline Hranická propast (Gevatterloch), rechtsseitig der Bečva
- Reste der Burg Svrčov, rechtsseitig der Bečva
- denkmalgeschützter Bahnhof Teplice nad Bečvou, funktionalistischer Bau von Josef Danda aus den Jahren 1938–1939
- Postamt, errichtet nach Plänen von Karel Kotas in Stile des Funktionalismus, Baudenkmal
- Kessel- und Maschinenhaus des Bades, errichtet nach Plänen von Karel Kotas
- Sanatorium Bečva, errichtet als Hotel und Restaurant des Kurbades nach Plänen von Karel Kotas, der Umbau erfolgte durch die Architekten Oskar Oehler und Elly Oehlerová
- Sanatorium Moravan
- alte Dorfschule von Zbrašov, errichtet 1852
- Pavillon der Kropáčov-Quelle in Zbrašov, neoklassizistischer Bau aus dem Jahre 1925
- Badehaus Bečva, erbaut 1931 nach Plänen von Karel Kotas
- Kapelle in Zbrašov